# Agenesie
Der Begriff Agenesie (Synonyme: Agenesia, Agenesis) wird in der Medizin und Veterinärmedizin verwendet, um das vollständige Fehlen eines Organs aufgrund einer (genetisch bedingten) Nichtanlage zu beschreiben.
Damit handelt es sich um eine Form der Hemmungsfehlbildung, deren Entstehungszeitpunkt vor dem der Aplasie liegt.
Beispiele sind fehlende Anlagen des Corpus callosum (Corpus-callosum-Agenesie), des Wurmfortsatzes, der Gallenblase, Leber, Milz, Schilddrüse, Nebenhoden und Nebenschilddrüsen.